# Pałac w Machnicach
Pałac w Machnicach – wybudowany w pierwszej połowie XIX w. w Machnicach.

## Położenie
Pałac położony jest we wsi w Polsce, w województwie dolnośląskim, w powiecie trzebnickim, w gminie Wisznia Mała przy drodze wojewódzkiej nr 5.

## Historia
Piętrowy, murowany pałac, wybudowany stylu klasycystycznym na planie prostokąta (korpus), kryty dachem czterospadowym z lukarnami. Od frontu piętrowy portyk zwieńczony trójkątnym frontonem, wspartym czterema kolumnami jońskimi. Obiekt przebudowany u schyłku XIX w. jest częścią zespołu pałacowo-folwarcznego, w skład którego wchodzą jeszcze: park (nr rej.: A/3888/440/W), spichrz, budynek gospodarczy (nie istnieje).

## Folwark
Na terenie byłego folwarku dwupiętrowy budynek nr 6 wybudowany z cegły około 1900 r. na planie prostokąta. Na jego lewej ścianie bocznej znajduje się tablica wbudowana w wnękę okienną z dwoma herbami: von Diebitsch (L) i von Berge (P).

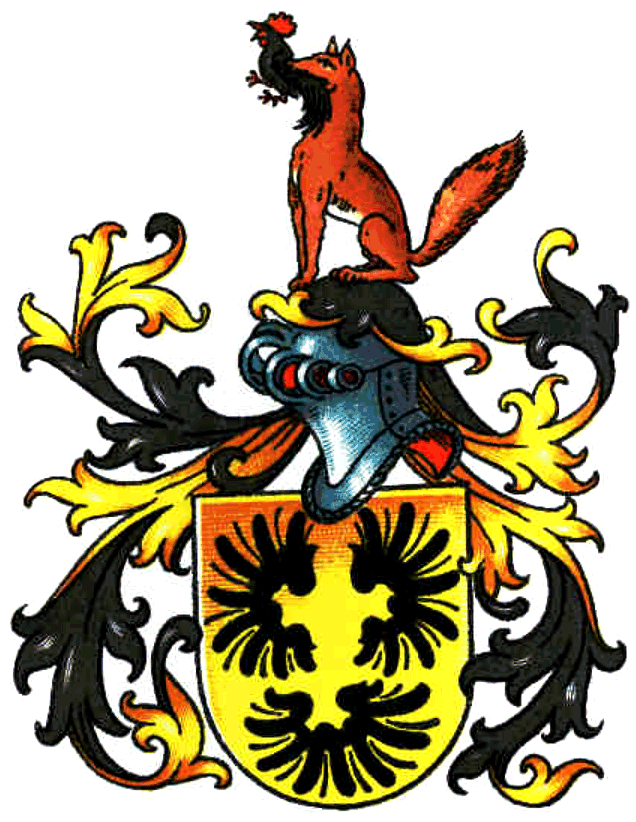
von Diebitsch
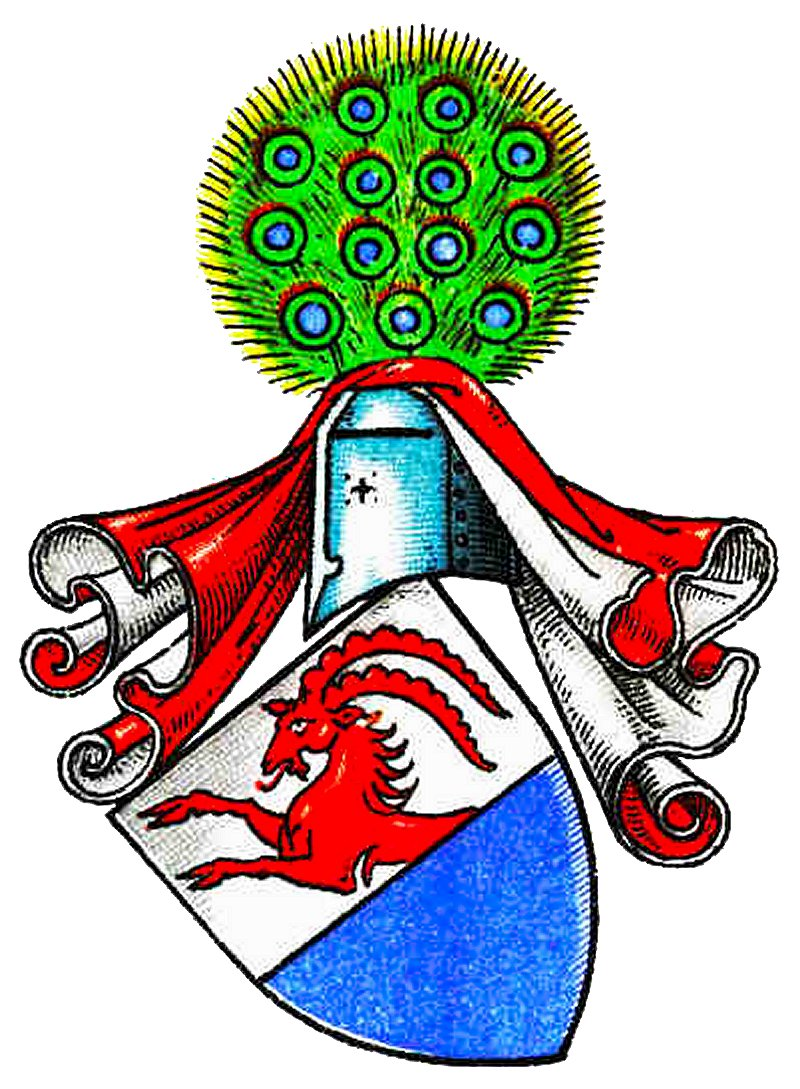
von Berge